# George Boole
George Boole (født 2. november 1815, død 8. december 1864), var en engelsk filosof og matematiker, mest kendt for sin opfindelse og udvikling af Boolesk algebra.
Boole, som er født i Lincoln, England og døde i Cork, Irland, havde ikke nogen formel uddannelse og var autodidakt. Interessen for matematik havde han fra sin far, som var amatørmatematiker, men allerede som otteårig havde han overskredet faderens matematiske viden.
Som yngre interesserede Boole sig hovedsagelig for sprog, som eksempelvis gav sig udtryk i hans oversættelser, af latinsk poesi, til engelsk, som 12-årig samt at han som 18-årig, talte og skrev tysk, fransk og italiensk flydende.
De følgende år interesserede han sig hovedsagelig for matematik, og studerede matematiske værker, lånt fra den lokale teknologiske skole, blandt andet Isaac Newton's Principia and the works of 18th and 19th century samt værker af de franske matematikere Pierre-Simon Laplace og Joseph-Louis Lagrange. Han kunne på forbavsende kort tid forstå, bevise og bruge de matematiske formuleringer, som foranstående matematikere havde udviklet.
24 år gammel publicerede Boole afhandlingen Researches on the Theory of Analytical Transformations, som blev bragt i Cambridge Mathematical Journal.
I 1849 fik Boole en lærestol som professor i matematik på Quens College, Cork, nu, anno 2011, University College Cork.
George Booles opfindelse har haft stor indflydelse på udviklingen af mikrochippen da de grundlæggende logiske enheder, kaldet "gates" eller "porte" er baseret på  Booles logik
I almindelige computerprogrammer benyttes Booles logik ofte, primært til validering.